# فالنتينا فيرير
فالنتينا فيرير (بالإسبانية: Valentina Ferrer) هي متسابقة ملكة الجمال أرجنتينية، ولدت في 19 سبتمبر 1993 في قرطبة في الأرجنتين.

## روابط خارجية
- فالنتينا فيرير على موقع IMDb (الإنجليزية)